# 711 Оушен Драйв
«711 Оушен Драйв» (англ. 711 Ocean Drive) — фильм нуар режиссёра Джозефа М. Ньюмана, который вышел на экраны в 1950 году.
Фильм рассказывает о мастере телефонной компании Мэл Грэйнджер (Эдмонд О’Брайен), который, используя свои технические навыки и знания, делает быструю карьеру и становится главой подпольной телеграфной компании, которая снабжает результатами скачек сеть нелегальных букмекеров. Однако столкновение с мощным общенациональным синдикатом, который решает забрать его бизнес, а также несчастный роман с женой гангстера (Джоан Дрю) приводят к стремительному падению и гибели Мэла.
В фильме демонстрируются многочисленные технические устройства, которые использует Мэл, в частности, систему паст-постинга, с помощью которой аферисты делают ставки после того, как официальный приём ставок уже закончен. Аналогичная система паст-постинга использовалась мошенниками, которых сыграли Пол Ньюман и Роберт Редфорд в знаменитой криминальной комедии «Афера» (1973), действие которой происходит в 1936 году.

## Сюжет
Лейтенант Пит Райт (Говард Сент-Джон) из отряда по борьбе с организованной преступностью полиции Лос-Анджелеса вместе с напарником отправляется в Лас-Вегас, чтобы арестовать там по обвинению в убийстве Мэла Грэйнджера (Эдмонд О’Брайен). По дороге Райт вспоминает историю взлёта и падения Грэйнджера:
Когда-то Мэл работал мастером в телефонной компании, увлекаясь игрой на скачках. Однажды знакомый букмекер по имени Чиппи Эванс (Сэмми Уайт) посоветовал Мэлу воспользоваться своими знаниями в области электроники и средств связи, чтобы устроиться на выгодную работу к управляющему телеграфной службой Винсу Уолтерсу (Барри Келли), которая обслуживает подпольную сеть частных букмекеров, оперативно доводя до них результаты скачек. Винс предлагает Мэлу высокую зарплату в 150 долларов в неделю, поручая ему расширить сферу действия своей службы на всю Калифорнию. Используя свои технические навыки, Мэл быстро усовершенствует и отлаживает систему передачи данных в конторе Винса, после чего букмекеры по всей Калифорнии могут получать результаты скачек в момент их объявления на ипподроме. Одновременно Мэл начинает отношения с симпатичной ассистенткой Винса по имени Труди Максвелл (Дороти Патрик). Тем временем лейтенант Райт после назначения в отряд по борьбе с организованной преступностью, получает задание расследовать деятельность финансовой компании Винса, которую подозревают в том, что она служит прикрытием для обслуживания нелегального букмекерского бизнеса. Однажды на скачках, в тот момент, когда Труди с помощью системы знаков передаёт Винсу оперативные данные об изменении ставок, её задерживают, после чего запрещают посещать ипподром. Установив новую систему передачи данных, Мэл, в конце концов, получает полный технический контроль над всей компанией Винса, которая благодаря инновациям Мэла увеличила свой оборот в пять раз. Угрожая отключить компанию от разработанной им системы, что приведёт к остановке телеграфной службы и потере всех клиентов, Мэл добивается того, чтобы Винс делает его партнёром в своём бизнесе с долей в 20 %. Некоторое время спустя один из букмекеров, который не может рассчитаться с Винсом за свой нарастающий долг, в порыве отчаяния убивает его прямо в офисе, а затем кончает жизнь самоубийством. После этого руководство телеграфной службой переходит к Мэлу.
Деловые успехи Мэла привлекают внимание криминального синдиката с Восточного побережья, действующего под вывеской Национальной телеграфной службы. Глава синдиката Карл Стивенс (Отто Крюгер) поручает одному из своих ближайших подручных Ларри Мейсону (Дон Портер) вместе со своей привлекательной женой Гейл (Джоан Дрю) переехать в Лос-Анджелес, чтобы сделать Мэлу предложение о слиянии. Ларри предлагает Мэлу делить прибыль от деятельности его телеграфной службы в пропорции 50 на 50, гарантируя взамен юридическую защиту и силовое прикрытие его бизнеса, но Мэл отказывается от этого предложения. Однако, используя заметный интерес Мэла к Гейл, Стивенс убеждает его заключить это соглашение. В итоге Мэл и Ларри объявляют букмекерам о новом партнёрстве, что вызывает резкое недовольство части из них, особенно после того, как сообщается, что они будут должны отчислять дополнительно 20 % своих доходов на «защиту». После этого боевики синдиката проводят ряд силовых акций, убивая и запугивая нескольких несговорчивых букмекеров, чем заставляют подчиниться всех остальных. Перепоручив многие функции синдикату, Мэл наслаждается развивающимся романом с Гейл и своей богатой и свободной жизнью. Однажды после анализа бухгалтерской документации Труди сообщает Мэлу, что синдикат обманывает его, фактически деля прибыль в отношении 70 к 30 в свою пользу. В синдикате Мэлу заявляют, что деньги, о которых он говорит, были «необходимыми расходами», однако, чувствуя обман, возмущённый Мэл клянётся вернуть свои деньги. Гейл говорит Мэлу, что не любит своего мужа, и после получения денег они решают уехать. Однако вскоре в порыве ревности Ларри избивает Гейл и спускает её с лестницы, после чего она оказывается в больнице. Мэл решает избавиться от Ларри, нанимая киллера по имени Гиззи (Роберт Остерлох), заплатив ему гонорар в 10 тысяч долларов. В то время, когда Мэл и Ларри играют в карты у него дома, Гиззи убивает Ларри из винтовки с оптическим прицелом. Первоначально ни у полиции, ни у синдиката не возникает подозрений в отношении Мэла, тем не менее, обе организации начинают тщательное расследование, а Карл тем временем назначает Мэла главой отделения синдиката на Западном побережье. Однако вскоре Гиззи появляется снова, требуя с Мэла ещё 25 тысяч долларов, а также должность помощника по безопасности. После передачи денег на пирсе в Малибу Мэл на своём автомобиле сбивает Гиззи, а затем сталкивает его тело в океан. Чтобы обеспечить себе алиби, Мэл звонит в Палм-Спрингс Гейл, которая с помощью разработанного им устройства связывает его с Райтом, как будто Мэл звонит в полицию из Палм-Спрингс. Однако при повторном прослушивании записанного на плёнку разговора, Райт слышит характерный гудок трамвая. Так как в Палм-Спрингс нет трамваев, Райт понимает, что Мэл пытался обмануть полицию. Обнаружив тело Гиззи, полиция устанавливает, что убийство не было связано с ограблением, так как у убитого была обнаружена крупная сумма денег, и скорее всего носит характер мафиозной разборки. Тем временем синдикат по своим каналам выясняет, что убийство Гиззи может быть связано с убийством Ларри.
Мэл решает бежать вместе с Гейл в Гватемалу, однако сначала хочет получить с синдиката свой долг. Для этого он вместе с Гейл и Чиппи едет в Лас-Вегас, где подключается к линии связи местного отделения телеграфной службы синдиката. Он подключает к ней два магнитофона — первый записывает сигнал с ипподрома с последними ставками, а второй магнитофон передаёт этот сигнал в телеграфную сеть, но с двухминутной задержкой. Получая таким образом информацию со скачек на две минуты раньше остальных игроков, Гейл и Чиппи с помощью правильных ставок за короткий период выигрывают почти 250 тысяч долларов. Когда один из мелких подручных синдиката докладывает Карлу, что заметил Чиппи в игровом зале, главарь синдиката догадывается, что такой выигрыш мог провернуть мошенническим путём только Мэл, который, как выясняется, также прибыл в Лас-Вегас. Карл даёт указание ликвидировать Чиппи, а в отношении Мэла даёт наводку лейтенанту Райту, для которого Мэл стал главным подозреваемым после того, как след краски на костюме Гиззи совпал с краской автомобиля Мэла. Мэл и Гейл решают отсидеться две недели в гостинице на дамбе Гувера, после чего бежать с деньгами в Гвателмалу.
Действие возвращается в настоящее время. Райт прилетает в Лас-Вегас, намереваясь направиться к дамбе, в то время как Карл, встретив его в аэропорту, в отличном расположении духа отбывает к себе в Кливленд. После того, как Чиппи своевременно не возвращается в гостиницу, Мэл и Гейл направляются на его поиски в Лас-Вегас, однако по дороге их замечает машина, в которой едет Райт. Заметив преследование, Мэл направляется к дамбе Гувера, после пересечения которой он окажется в Аризоне, где не действует юрисдикция Райта. Однако перед самой дамбой полиция успела установить блокпост, и Мэл вместе с Гейл, бросив машину, пытается затеряться в толпе, пристроившись к группе туристов, осматривающих плотину. Полиция продолжает преследование Мэла и Гейл по инженерным коммуникациям дамбы. В конце концов, Гейл выбивается из сил, после чего Мэл прячет её среди инженерных конструкций, пытаясь в одиночку оторваться от полиции. Однако вскоре Гейл теряет сознание и падает, и полиция задерживает её. Мэл продолжает побег, однако взобравшись по лестнице вверх, оказывается в окружении полиции. Он достаёт оружие и пытается стрелять, однако гибнет под ответным огнём полиции.

## В ролях
- Эдмонд О’Брайен — Мэл Грэнджер
- Джоан Дрю — Гейл Мейсон
- Отто Крюгер — Карл Стивенс
- Барри Келли — Винс Уолтерс
- Дороти Патрик — Труди Максвелл
- Дон Портер — Ларри Мейсон
- Говард Сент-Джон — лейтенант Пит Райт
- Роберт Остерлох — Гиззи
- Сэмми Уайт — Чиппи Эванс
- Берт Фрид — Стив Маршак (в титрах не указан)

## Создатели фильма и исполнители главных ролей
Историк кино Дэвид Хоган назвал режиссёра Джозефа М. Ньюмана «умелым мастером своего дела, который более всего известен своей фантастической картиной „Этот остров Земля“ (1955)». К числу лучших картин Ньюмана относятся также фильмы нуар «Брошеная» (1949) и «Опасный круиз» (1953), а также вестерны «Форт павших» (1958) и «Перестрелка в Джодж-Сити» (1959).
Джеймс Стеффен указывает, что Эдмонд О’Брайен «выделялся как характерный актёр, в ролях второго плана в таких фильмах, как „Босоногая графиня“ (1954), который принёс ему Оскар, „Семь дней в мае“ (1964, номинация на Оскар), и, конечно, „Дикая банда“ (1969)». Однако сегодня он не менее «известен по главной роли в культовом нуаровом фаворите „Мёртв по прибытии“ (1950)»,, а также по таким фильмам этого жанра, как «Убийцы» (1946), «Двойная жизнь» (1947), «Паутина» (1947), «Белое каление» (1949), «Двоеженец» (1952), «Поворотная точка» (1953) и «Автостопщик» (1953). Помимо данной картины Джоан Дрю сыграла свои наиболее значимые роли в вестернах, таких как «Красная река» (1948), «Она носила жёлтую ленту» (1949), «Погонщик фургона» (1950) и «Долина мести» (1951), а также в нуаровой драме «Вся королевская рать» (1949).
Как пишет Стеффен, оператор картины Франц Планер начинал свою карьеру ещё в Германии с фантастического фильма «Альрауне» (1927) и ранних фильмов Макса Офюльса, таких как «Флирт» (1933). В начале 1930-х годов Планер покинул Германию, и проработав несколько лет в Великобритании, направился в Голливуд. Несмотря на то, что ему удалось поработать со многими звёздами на фильме Джорджа Кьюкора «Праздник» (1938), вплоть до 1948 года он снимал в основном небольшие картины. Подъём для Планера наступил вновь во время работы с Офюльсом на фильме «Письмо незнакомки» (1948), памятном своим атмосферическим воссозданием Вены на рубеже веков. Другими наиболее значимыми работами в его карьере стали фильмы нуар «Крест-накрест» (1949), «Чемпион» (1949) и «Ривер-стрит, 99», романтические комедии «Римские каникулы» (1953) и «Завтрак у Тиффани» (1961), а также драма «Детский час» (1961).

## История создания фильма
Как отмечает Стеффен, «реальные обстоятельства производства фильма заслуживают отдельного упоминания». Так, перед титрами фильма на экране появляется следующее письменное заявление: «По причине разоблачений, сделанных в этом фильме, мощные криминальные силы пытались остановить его производство с помощью угроз насилия и расправы. Лишь благодаря вооружённой защите со стороны сотрудников полицейских департаментов в тех местах, где снималась картина, эта картина смогла выйти на экраны. Этим людям, и американским рейнджерам на дамбе Болдера, мы глубоко благодарны».
Кинокритик Майк Кини, рассматривает такое вступление как «провокационное и скорее всего преувеличенное». Стеффен в свою очередь указывает, что хотя «это может показаться дешёвым рекламным трюком, тем не менее, продюсер фильма Фрэнк Сельтцер действительно давал показания Комитету Сената по расследованию преступности по тематике фильма, включая детальное разоблачение телеграфных операций на скачках и использование приёма паст-постинга для обмана букмекеров». Согласно статье в «Лос-Анджелес Таймс» от 15 июня 1950 года, Сельтцер сообщил Комитету, что на его киногруппу оказывали давление представители игорного бизнеса Лас-Вегаса, чтобы остановить съёмки на дамбе Гувера (которая в то время называлась Дамбой Болдера) и озере Мид, в Палм-Спрингс и Лас-Вегасе, а также в «известном ресторане в Лос-Анджелесе», потому что они были недовольны отображением в фильме «сложной системы паст-постинга».
По информации Американского института киноискусства, «Сельтцер утверждал, что потратил 77 тысяч долларов на строительство декораций тех мест, где он не мог снимать, а пятеро членов отряда полиции Лос-Анджелеса по борьбе с гангстерами были постоянно приставлены к съёмочной группе». По словам Сельтцера, «ему было отказано в разрешении проводить съёмки в Лас-Вегасе, предположительно, из-за негативного изображения азартных игр, и таким же образом было оказано давление прекратить съёмки на дамбе Гувера, хотя это была государственная собственность». В интервью газете «Лос-Анджелес Таймс» в июне 1950 года он утверждал, что его оператору было сказано «отправляться обратно в Лос-Анджелес, где ему и место». Он добавил: «Я никогда не ожидал физического насилия, потому что они так не работают. Меня беспокоила безопасность фильма». С другой стороны, газета «Лос-Анджелес Таймс» от 18 июня 1950 года сообщила, что Торговая палата Лас-Вегаса отвергла эти обвинения Сельтцера, ответив, что «Палата лишь призывала его пересмотреть сценарий лишь в плане удаления из него лжи и вымыслов, на которых он основан».
Рабочим названием фильма было «Кровавые деньги».
Как отмечает Гленн Эриксон, фильм «заканчивается краткой проповедью, рассказывающей зрителям, что их 2-долларовые ставки обогащают организованную преступность, тем самым перекладывая вину за рэкет на простых людей».

## Оценка фильм критикой

### Общая оценка фильма
После выхода фильма на экраны фильм вызвал неоднозначные отклики критики. В частности, кинообозреватель «Нью-Йорк Таймс» Босли Краузер указал на то, что «несмотря на значительную рекламу фильма как бесстрашного и мужественного разоблачения крупных букмекерских и игровых синдикатов, эта скромная мелодрама студии Columbia — не более чем средняя криминальная картина с добавлением нескольких колоритных, но неясных подробностей». По словам критика, «те, кто внимательно читает газеты, конечно, могут иметь не меньшее понимание нелегального бизнеса азартных игр, чем показано здесь». Короче говоря, резюмирует своё мнение Краузер, «эта маленькая картина, традиционно написанная, но хорошо снятая, которая напоминает нам не более, чем любая другая гангстерская картина, что гангстеры являются преступниками».
Современные критики в целом оценивают картину более благосклонно. В частности, по мнению Стеффена, она «остаётся добротным примером криминального кино 1950-х годов благодаря сильно поставленной кульминации на дамбе Гувера и особенно сильной игре в главной роли Эдмонда О’Брайена», даже несмотря на тяжеловесный приём с официальными заявлениями в начале и конце фильма. Спенсер Селби назвал фильм «одним из лучших нуаров О’Брайена с мощной кульминацией на дамбе Гувера». Майкл Кини оценил его как «немного длинноватый и где-то затянутый фильм, который имеет свои моменты, особенно, увлекательную погоню с перестрелкой на дамбе Болдера». Батлер назвал картину «по-настоящему зажигательным фильмом нуар, который станет наслаждением для поклонников жанра». Критик пишет, что «сочетая нуар с полудокументальным подходом, фильм якобы выглядит как разоблачение мафии в сфере азартных игр, но по сути является исследованием личности амбициозного человека, за быстрым подъёмом которого по лестнице организованной преступности следует стремительное падение». Батлер отмечает, что падение героя «предопределено, потому что он не понимает, что в корпоративной структуре — даже в той, которой управляет мафия — чужак должен найти себе место, а не пытаться переделать её под себя. Другими словам, это классический нуар, неотъемлемой частью которого являются фатализм и нигилизм, даже несмотря на то, что главный герой пытается бороться с ними». Деннис Шварц описывает фильм как «красиво снятую нуаровую историю» о подъёме и неизбежном падении героя в мире калифорнийских букмекеров, которое произошло по причине «алчности и неверной оценки ситуации. Эта моральная история даёт интересный взгляд на падение криминального гения и на невозможность остановить учтивых криминальных боссов».
Как написал Брайан Макдоннелл, «голливудские гангстерские фильмы 1930-х годов были в каком-то смысле предшественниками классических фильмов нуар, но в то время, как многие из этих ранних фильмов прослеживали взлёт и падение криминальных владык, разве что не воспевая их капиталистическую предприимчивость, сходные нуаровые истории тяготеют в своей основе к показу порядочных людей, которые соблазном попадают в организованную преступность по причине своих врождённых слабостей и внутренних противоречий». Киновед отмечает, что «с харизматическим О’Брайеном в главной роли одного из наиболее самоуверенных героев гангстерских нуаров», фильм уходит от гангстерского жанра в направлении нуара. Он называет фильм «поучительной историей об алчности и одержимости успехом», обращая внимание на «закадровый комментарий представителя закона, обозначающий связь с полудокументальным субжанром, а также построение с флэшбеками, которое усиливает ощущение фатализма». По мнению Макдоннелла, «со своими обманами и жестоким насилием фильм скорее похож на „Крёстного отца“ или гангстерские фильмы Мартина Скорцезе. Однако, хотя в фильме нет всепроникающего экспрессионистского света некоторых фильмов нуар, значительная часть его отвратительных событий происходит в слабо освещённых помещениях, а рэкет на ипподроме показан как без преувеличения преступный бизнес».
По мнению Гленна Эриксона, «это почти идеальный фильм об умном парне, который растёт в рядах мафии как старомодный гангстерский герой», но «написан он на основе истории современной мафии». Фильм предлагает «многие удовольствия классического фильма нуар», включая «больше, чем обычно, натурных съёмок в районе Лос-Анджелеса с великолепными видами автозакусочной, пляжа и пирса Малибу и стадиона Gilmore Field, а впечатляющий финал с погоней происходит на дамбе Гувера».

### Тематика и основные персонажи фильма
Как пишет Краузер, поскольку «ущерб публике, которая делает ставки, в фильме не показан ни разу», то на основании фильма можно сделать вывод, «что сложная механика букмекерства — это прекрасное предприятие, обслуживающее общественные интересы», и оно работает «не менее эффективно, чем дамба Гувера. Действительно, не букмекер является злодеем в этом фильме. Злодеем является вежливый и трудноуловимый гангстер синдиката, который заставляет бедное небольшое свободное предприятие букмекеров платить ему дань». Критик далее отмечает, что «демонстрация этого паразита в фильме не более оригинальна или разоблачительна, чем в сотне гангстерских фильмов до него. Это тот же самый злой парень, которого вы уже видели бесчисленное количество раз, а история о том, как он изводит героя, столь же знакома, как и ваша собственная ладонь». С другой стороны, «герой, которого О’Брайен играет в дерзком, вызывающем стиле, на самом деле предстаёт борцом за высшие американские идеалы. Всё, чего он хочет — это управлять своим бизнесом и любить жену гангстера — вполне понятная цель, поскольку последняя является красивой, хрупкой, благовоспитанной Джоан Дрю». А Отто Крюгер в роли босса синдиката является «подлым негодяем — он и Дональд Портер в роли его подручного — это пара презренных рэкетиров. И окончательное устранение О’Брайена после погони по дамбе Гувера кажется не столько славным торжеством закона и порядка, сколько ещё одним очком в пользу синдиката».
По словам Макдоннелла, «фильм затрагивает темы жадности, азартных игр, беспринципности и технологий, которые используются в преступных интересах». Далее он отмечает, что эта увлекательная история, которая «часто превозносит очаровательную безжалостность Мэла», заканчивается закадровым поучением о том, казалось бы, невинные двухдолларовые ставки обычных людей «столь же невинны, как микробы в эпидемии».
Хоган отмечает, что хотя картина «в стилистическом плане не связана с нуаром», тем не менее, она демонстрирует важный для нуара аспект «иронии суровой правды жизни, когда не все ваши враги понесут наказание. Вы можете потерять всё, включая жизнь, а кукловоды так и останутся на своих местах. И они не будут озабочены твоей судьбой, так как в тот момент, когда они сбросят тебя, они о тебе забудут. Для них ты никогда и не существовал». Другой жизненной иронией является то, что «главе криминального синдиката даже не нужно самому избавляться от Мэла». Он просто вызывает копов, перекладывая на них эту заботу. «Тот безрадостный и даже безнадёжный факт, что криминальные структуры фактически манипулируют органами власти, указывает на ещё одну связь этой картины с нуаровым видением мира». Как далее отмечает Хоган, финальная сцена, в которой Мэл карабкается по лестнице, полна символизма — хотя он и движется всё время вверх, он при этом падает". А режиссёр Ньюман в данном случае использовал дамбу Гувера тем же образом, как Рауль Уолш использовал нефтеперерабатывающий завод в «Белом калении» (1949). «Это та же жёсткая, механистическая среда, которая пульсирует технологией (турбины и туннели дамбы замечательны), но в ней нет человечности. Они столь же холодны и эффективны, к чему стремился и Мэл, но эта эффективность обладает ограниченной ценностью, если убиты человеческие качества».
По словам Порфирио, «смерть Мэла на вершине дамбы Гувера является ироническим монументом памяти недолговечности криминальных гениев. Однако, в отличие от фильма „Сила зла“ (1948) синдикат окончательно не исчезает со смертью героя. Наоборот, в конце фильма улыбчивый криминальный главарь в исполнении Крюгера продолжает всё крепко удерживать под своим контролем».
Как пишет Гленн Эриксон, «когда послевоенные криминальные фильмы стали более реалистичными, они начали рассказывать о синдикатах организованной преступности в стране, то есть, той реальности, которую иногда отрицало даже ФБР». По мнению критика, «фильм, вероятно, был проблемой для Администрации Производственного кодекса», так как его «главными уроками являются: 1) законопослушный мир и его правила существуют для дураков, 2) умные, амбициозные парни устремляются в погоню за быстрым долларом без всяких сомнений, 3) так как все вокруг делают всё только для себя, единственным разумным способом действия является быть эгоистичным, безжалостным и быстрым в своих делах».
Как далее отмечает Эриксон, «при слегка другом повороте темы история стала бы намного более пессимистичной в отношении американской системы свободного предпринимательства». Синдикат, который действует подобно корпорации, силой принуждает преступную империю Мэла к «дружественному» поглощению. Он становится богаче не только путём расширения рынка, но и путём усиления эксплуатации собственных сотрудников, букмекеров, которые выполняют работу за минимальную оплату. Букмекеры могут либо принять хищническую сделку синдиката, либо уволиться. Те, кто пытаются работать самостоятельно, нарываются на неприятности. К своему неудовольствию, даже Мэл обнаруживает, что его новые боссы не собираются отдавать ему его долю в полном объёме после того, как он уступил им 50 % прибыли. Соответственно, «тем неудовлетворённым жизнью зрителям, которые живут на зарплату, может показаться, что каждый американский бизнес является рэкетом, когда более толстые коты обманывают своих более тощих собратьев, и так вниз по цепочке до самого конца».
Как отмечает Гленн Эриксон, «фильм как будто был выпрыгнул прямо из прошлогоднего нуара „Белое каление“, который потратил немало времени и сил на то, чтобы объяснить публике, как агент казначейства в исполнении О’Брайена превращает домашнее радио в электронное следящее устройство», только на этот раз его персонаж «применяет новейшую технологию в рэкете». По словам критика, используя различные технические уловки, «герой практически в одиночку проделывает то, на что в фильме „Афера“ Роберту Редфорду и Полу Ньюману требовался огромный штат сотрудников».

### Оценка работы режиссёра и творческой группы
Современные критики высоко оценили работу всей творческой группы, особенно выделив работу режиссёра Джозефа М. Ньюмана и оператора Франца Планера. В частности, Крейг Батлер пишет: «Что делает фильм таким увлекательным — это не столько его тема, сколько сюжет, персонажи, диалог и то, каким образом Ньюман вместе со своей творческой командой со всем этим справляется». Критик отмечает, что «техническая составляющая сюжета, которая была свежей идеей в 1950 году, остаётся интересной и сегодня». Кроме того, «персонажи хорошо прописаны сценаристами Ричардом Инглишем и Фрэнсисом Свонном, которые обеспечивают много живых и остроумных реплик по ходу фильма». Ну, и наконец, Ньюман и Планер доставили визуальное наслаждение зрителям своими «широкими панорамами уличных сцен и съёмками, которые задерживаются на секунду дольше принятого на необычных зданиях или на „модном“ оформлении интерьеров», а также вместе создают «практически идеальную 10-минутную кульминацию на плотине Гувера».
Гленн Эриксон считает, что «вероятно, это лучший фильм Ньюмана. У него увлекательный сценарий, и вся творческая группа выдаёт первоклассную работу. Особенно в команде Ньюмана выделяется супер-ас операторского искусства Франц Планер, а обширное использование натурных съёмок придаёт картине очень дорогой вид». Стеффен также обращает внимание «на строгую, сильную операторскую работу Франца Планера». Дэвид Хоган отмечает, что «Ньюман снимал фильм на натуре в Лос-Анджелесе, Палм-Спрингс и особенно живо на плотине Гувера. Значительная часть истории разворачивается под сияющим солнечным светом, но в этой яркости нет успокоения. Даже интерлюдии в великолепном Палм-Спрингс несут чувство угрозы». По словам Макдоннелла, «нависающая символическая бетонная структура плотины Гувера становится достойным Хичкока местом действия для финального преследования, окружения и убийства Мэла. Впечатляюще смонтированная погоня по запутанным проходам и туннелям плотины напоминает знаменитый эпизод в канализационном коллекторе из фильма „Третий человек“ (1949)».

### Оценка актёрской игры
Критики высоко оценили актёрскую игру в этом фильме. В частности, Батлер выделяет «отличную игру О’Брайена в роли резкого, разочарованного рабочего человека, который не знает, где остановиться с того момента, когда берёт дело в свои руки», а также «великолепное исполнение Отто Крюгером роли гангстера». Стеффен полагает, что игра О’Брайена в этом фильме, возможно, даже «более сильная», чем в «Мёртв по прибытии»: «симпатичный грубоватый человек из рабочего класса в начале фильма, он превращается в мафиози и убийцу убедительно и увлекательно». Как пишет Порфирио, «в этом фильме О’Брайен принимает роль, очень сходную с ролью квалифицированного техника, которую он сыграл в „Белом калении“. В данном случае, однако, он находится по другую сторону закона». По словам Кини, О’Брайен создаёт образ «хорошего и приятного парня, которому ни в коем случае не следовало уходить из телефонной компании, а Крюгер доставляет наслаждение в роли гнусного предводителя преступного синдиката». Шварц также обратил внимание на «зловещую улыбку Отто Крюгера, которая оставляет мрачную тень, и Крюгера, который живёт американской мечтой, которая стала кошмаром». По мнению Хогана, «О’Брайен в роли амбициозного героя агрессивен и от природы обаятелен. Он испорченный человек, но в нём есть искра». С другой стороны, «Крюгер привносит елейный шарм в свою роль внешне беззаботного босса синдиката, а характерный актёр Роберт Остерлох вызывает дрожь в роли грубого и самоуверенного киллера».
Как отмечает Гленн Эриксон, на момент съёмок «О’Брайен находился в нуаровой обойме после своего крупного хита „Мёртв по прибытии“. На экране он просто сгусток энергии — никто не сыграет нервное напряжение лучше него. Мы понимаем, почему женщины могут пойти к энергичному, уверенному в себе и оптимистичному Мэлу. Не обладая обликом женского кумира, О’Брайен справляется с романтической ролью с помощью одной лишь воли». По словам Эриксона, хотя «конечно, в центре внимания картины находится О’Брайен», стоит отметить и «Джоан Дрю, которая привлекательна в роли светской девушки, ставшей женой гангстера», а «Отто Крюгер и Дон Портер достаточно зловещи в роли прилизанных новых гангстеров». Вместе с тем, Говард Сент-Джон «бесцветен в роли копа», а «лучшая актёрская работа второго плана исходит от Барри Келли в роли телеграфного предпринимателя с одутловатым лицом. У Келли получается воистину жёсткий негодяй, угрожающий букмекерам, которые не могут выплатить свои займы». Наконец, «Труди в исполнении Дороти Патрик наивно полагает, что Мэл может серьёзно заинтересоваться ей». Вообще, «Мэлу не дают „хорошую девушку“ в качестве альтернативы, в фильме нет нескомпрометировавших себя персонажей, за исключением копов».